# Stazione di Imamiya
La stazione di Imamiya (今宮駅?, Imamiya-eki) è una delle stazioni della Linea Circolare e della linea principale Kansai (linea Yamatoji) di Ōsaka in Giappone.

## Linee

### Treni
- JR West
  - ■ Linea Circolare di Ōsaka
  - ■ Linea Yamatoji